# Liga dos Campeões das Américas
A Liga dos Campeões das Américas ou Champions League das Américas oficialmente Americas Champions League (ACL), é uma proposta para um novo torneio de futebol entre clubes da América do Sul, América Central e América do Norte. Em agosto de 2015, Riccardo Silva, presidente da empresa de direitos esportivos MP & Silva, anunciou que estava trabalhando para criar a nova competição com 64 times, oferecendo um prêmio mínimo de US$ 5 milhões para cada participante e um prêmio de US$ 30 milhões para o vencedor do campeonato. 

## Conceito
Com objetivo de reunir os melhores jogadores, fãs, transmissão de TV global, e gerar rivalidade nova entre clubes, a Champions League das Américas pretende ser a maior competicao de futebol  em todas as Américas. Diferente de outros torneios, a transparência de todas as regras de concorrência, as receitas comerciais e de transmissão, e os procedimentos de alocação serão públicos e regidos por um organismo independente que formará a liga. Este órgão dirigente incluirá um Conselho Consultivo constituído por líderes respeitados no mundo dos esportes e negócios de todo o continente americano, liderados por Paul Tagliabue (ex-comissá rio da NFL) .  
A Champions League das Américas será disputada pelos 64 melhores clubes de futebol da América do Sul, América do Norte, América Central e Caribe jogando um formato de nocaute (mata-mata). Os critérios de qualificação devem ser semelhante aos da UEFA Champions League, onde os melhores dos campeonatos domésticos de cada país se qualificam de acordo com o tamanho da população de cada país. Os organizadores da ACL querem finalizar o formato da competição, em colaboração com os clubes, ligas e federações. Na proposta inicial, os jogos da liga deverão acontecer nas terças, quartas e quintas, de fevereiro a novembro, levando-se em conta todas as datas de jogos nacionais e da Fifa.  

## Formato
A Champions League das Américas será um torneio anual com os melhores 64 clubes das Américas. Ainda não há um calendário para o campeonato começar, porém há rumores de 2019  .   
Há relatos de que MP & Silva já se reuniu e recebeu promessas de muitos clubes do Brasil, Argentina, Uruguai, México e América do Norte para participarem. 

O torneio terá 11 rodadas e uma final, disputada em uma cidade diferente a cada ano, como Super Bowl da NFL. A ACL terá um formato mata-mata, que consiste em 2 jogos por rodada (1 jogo em casa e 1 jogo fora) e uma final em um estádio icónico. Este formato foi pensado para incentivar rivalidade entre times e também para não sobrecarregar os clubes com viagens.
Neste formato mata-mata com 11 rodadas, 50% dos clubes jogarão apenas 2 jogos e ganharão US$5 milhões em dinheiro. 75% dos clubes jogarão apenas 4 jogos e ganharão US$ 6 milhões em dinheiro. O time campeão ganhará um prêmio em dinheiro de US$30 milhões. 

## MP & Silva
A Champions League das Américas foi criada pela MP & SILVA, empresa internacional de direitos esportivos especializada na gestão e distribuição de eventos esportivos mundiais. MP & Silva será responsável pelos direitos comerciais, produção e ativação de patrocínio da Liga, assim como a TEAM Marketing AG é parceira da UEFA. A carteira de portfolio da MP & Silva abrange algumas das propriedades de esportes mais emblemáticos do mundo, incluindo os principais campeonatos europeus de futebol (Premier League, Serie A, Bundesliga, Ligue 1 e outros), Roland Garros, F1, NBA, e NFL. 

## Controvérsias
Alguns artigos de notícias afirmaram que a criação da Champions League das Américas forçaria o eventual fim da Copa Libertadores. Esta hipótese foi negada por Riccardo Silva em diferentes entrevistas na América Latina. Ele afirmou que os organizadores da ACL (Americas Champions League em inglês) estão trabalhando sob a premissa e o desejo de que a Copa Libertadores permanecerá intocada, sendo uma competição muito tradicional na América do Sul e não há nenhuma razão para que ela desapareça. Embora o calendário do futebol na América do Sul esteja sobrecarregado, os organizadores estão propondo datas específicas para os jogos da Champions League das Américas sem entrar em conflito com a Libertadores ou com nenhuma outra competição. 
Outra controvérsia em torno da Liga dos Campeões das Américas é a distância e o tempo de viagem. No entanto, as viagens e distâncias são sempre uma preocupação em todas as competições. Isso tambem é um desafio visto nos times dos Estados Unidos e Canadá para jogos das ligas norte-americanas (MLS, NFL, NHL etc). É o mesmo na América do Sul para a Copa Libertadores, quando as equipes mexicanas precisam jogar em Buenos Aires. O mesmo também acontece na Europa, quando times de Portugal precisam jogar no Cazaquistão para a UEFA Champions League. 